# Сула (приток Немана)
Сула (бел. Сула) — река в Белоруссии, протекает по территории Столбцовского района Минской области, правый приток Немана. Длина реки — 76 км, площадь водосборного бассейна — 520 км². Среднегодовой расход воды в устье 3,5 м³/с. Средний наклон водной поверхности 2,1 ‰.
Исток реки находится на Минской возвышенности близ границы с Дзержинским районом южнее деревни Толкачёвщина. Река течёт на юго-запад, течение проходит по юго-западным склонам Минской возвышенности, в низовьях пересекает небольшие, иногда заболоченные лесные массивы. Берега поросли кустарником.
Долина слабоизвилистая, трапециевидная, её ширина 0,3-0,5 км, местами расширяется до 2 км. Склоны преимущественно под лесом. Пойма двусторонняя, её ширина 0,2-0,3 км, изредка расширяется до 0,6 км, пересечена ложбинами и старицами. Русло сильноизвилистое, ширина реки в межень от 3 м в верхнем и до 20 м — в нижнем течении.
Основные притоки — Волка, Перекуль (левые); Сермяжка, Тонва (правые).
Река протекает ряд деревень и сёл, крупнейшие из них: Рудевичи, Сопковщина, Кондратовщина, Сула, Морозовичи, Рубежевичи, Новые Рубежевичи, Гнетьки, Рудня, Каролина, Янушки, Найдёновичи, Новоселье. Зуберово. Крупнейший населённый пункт на реке — агрогородок Рубежевичи. В деревнях Сопковщина, Кондратовщина и Сула на реке плотины и небольшие запруды.
Впадает в Неман на границе с Гродненской областью у агрогородка Бережное.